# 나는 아빠다
"나는 아빠다"는 2011년 4월 14일 개봉한 한국 영화이다.

## 캐스팅
- 김승우 - 한종식 역
- 김새론 - 한민지 역
- 손병호 - 나상만 역
- 임하룡 - 김 형사 역
- 최정윤 - 수경 역
- 천성훈 - 기복 역
- 오윤홍 - 지영 역
- 노정의 - 상만 딸, 예슬 역
- 조덕현 - 황 사장 역
- 최홍일 - 반장 역
- 박충선 - 조 사장 역
- 금동현 - 장례식장 보스 역
- 이수용 - 날카로운 형사 역
- 김재홍 - 하우스 도박장 삐끼 역
- 이원종 - 장기밀매 의사 역 (특별출연)
- 김기연 - 종식 아내 역 (특별출연)